# Coniocleonus
Coniocleónus — рід жуків родини Довгоносики (Curculionidae).

## Зовнішній вигляд
Жуки цього роду мають середні та досить великі розміри: 7,5- 20 мм у довжину. Основні ознаки:
- головотрубка звичайно паралельнобічна, зверху посередині з чітким гострим кілем
- 1-й  членик джгутика вусиків не довший за 2-й
- передньоспинка звичайно ширша від своєї довжини, з перетяжкою біля переднього краю, лопатями за очима; як правило, у передній половині з перетяжкою, тонким кілем і неглибокою борозенкою або ямкою позаду нього; у більшості видів трикутно витягнута посередині заднього краю
- надкрила з поперечно-косими перев'язями; 5-й  (від шва) проміжок між борозенками утворює біля вершини горбочок
- черевце знизу вкрите голими крапками
- лапки тонкі й довгі

Докладний опис морфології Coniocleonus дивись, а фотографії видів цього роду — на.

## Спосіб життя
Майже не вивчений, ймовірно, він типовий для представників Cleonini. Розвиток личинок зафіксований на бобових (Coniocleonus astragali) та вересових (Coniocleonus nebulosus).

## Географічне поширення
Види цього роду мешкають у межах Палеарктики та Неарктики, п'ять з них — в Україні. Вважають, що північноамериканські види Coniocleonus походять з Євразії, а Північну Америку заселили, завдяки існуванню «берингійського мосту» між двома континентами.

## Класифікація
Описано щонайменше 27 видів роду Coniocleonus, вони розподілені на п'ять підродів. Перелік їх наведений нижче, види української фауни виділено кольором:
| - Angarocleonus Arzanov, 2006 - Coniocleonus alpinus Gebler, 1833 - Coniocleonus astragali Ter-Minasian & Korotyaev, 1977 - Coniocleonus cinerascens Hochhuth, 1851 - Coniocleonus cineritius Gyllenhal, 1834 - Coniocleonus elisabethae Ter-Minasian & Korotyaev, 1977 - Coniocleonus vinokurovi Ter-Minasian & Korotyaev, 1977 - Coniocleonus zherichini Ter-Minasian & Korotyaev, 1977 - Augustecleonus Arzanov, 2006 - Coniocleonus hollbergii Fåhraeus, 1842 - Coniocleonus nebulosus Linnaeus, 1758 - Coniocleonus turbatus Fåhraeus, 1842 - Borisocleonus Arzanov, 2006 - Coniocleonus mesopotamicus Olivier, 1807 - Coniocleonus vittiger Fåhraeus, 1842 |  | - Coniocleonus Motschulsky, 1860 - Coniocleonus schönherri Gebler, 1830 - Plagiographus Chevrolat, 1869 - Coniocleonus amori Marseul, 1868 - Coniocleonus cicatricosus Hoppe, 1795 - Coniocleonus crinipes Fåhraeus, 1842 - Coniocleonus excoriatus Gyllenhal, 1834 - Coniocleonus fastigiatus Erichson, 1841 - Coniocleonus graellsi Chevrolat, 1873 - Coniocleonus megalographus Fåhraeus, 1842 - Coniocleonus nigrosuluratus Goeze1834 - Coniocleonus planidorsis Fairmaire, 1874 - Coniocleonus psettdobliquus J. Muller, 1921 - Coniocleonus riffensis Fairmaire, 1884 - Coniocleonus sejunctus Faust, 1904 - Coniocleonus tabidus Latreille, 1804 - Coniocleonus variolosus Wollaston, 1864 |